# كيفن كامينز (مصور)
كيفن كامينز (بالإنجليزية: Kevin Cummins)‏ هو مصور بريطاني، ولد في 14 يوليو 1953 في مانشستر في المملكة المتحدة.

## وصلات خارجية
- كيفن كامينز على موقع IMDb (الإنجليزية)
- كيفن كامينز على موقع ميوزك برينز (الإنجليزية)
- كيفن كامينز على موقع ديسكوغز (الإنجليزية)
- كيفن كامينز على موقع قاعدة بيانات الفيلم (الإنجليزية)